# Dulce María
Dulce María Espinosa Saviñón  (Cidade do México, 6 de dezembro de 1985) é uma cantora, compositora, atriz e escritora mexicana. Também desenvolve trabalhos paralelos na área da literatura e da filantropia.
Sua carreira teve início em 1990, quando, aos cinco anos de idade, ingressou em comerciais de televisão e, três anos depois entrou no elenco da série de televisão infantil Plaza Sésamo, tornando-se internacionalmente conhecida apenas a partir do ano de 2004, quando atuou como a protagonista Roberta Pardo na telenovela Rebelde, e paralelamente integrou o grupo musical mexicano RBD. Antes, no ano de 2000, havia começado a fazer parte da agrupação feminina Jeans, porém saiu dela dois anos depois para atuar na telenovela Clase 406.
Em agosto de 2008, a RBD anunciou a separação, assim, os integrantes que o compunham, passaram a seguir em carreiras artísticas individuais. Com a desintegração do grupo musical, a artista seguiu em carreira solo e, no ano seguinte, protagonizou a trama tele novelística Verano de amor, cuja atuação lhe concedeu o prêmio de melhor atriz juvenil, realizado pela revista People en Español. Em 2010, fez uma participação na terceira temporada da série Mujeres asesinas e estrelou a produção cinematográfica ¿Alguien ha visto a Lupita?. Em 2013, participou da novela Mentir para Vivir e em 2016 antagonizou a novela Corazón que Miente. No ano seguinte mudou de emissora e protagonizou a novela Muy Padres. Depois de sete anos afastada das telenovelas, a intérprete regressou em Pienso en Ti, como a protagonista Emilia.
Em sua carreira musical, atuando como solista, lançou seu álbum de estreia, Extranjera (2011), que gerou os singles "Inevitable", "Ya No" e "Ingenua". O disco debutou na primeira posição do Mexican Albums Chart. permanecendo por quatro semanas.  E no Brasil o disco recebeu certificado de platina pelas vendas no país, sendo Dulce María até hoje, a única mexicana a ter conseguido tal feito no Brasil. .Sin Fronteras (2014), seu segundo álbum, teve quatro singles, "Lágrimas", "Antes Que Ver El Sol" e "O Lo Haces Tú O Lo Hago Yo" e seu terceiro álbum de estúdio, DM (2017), gerou os singles "No Sé Llorar", "Volvamos" e "Rompecorazones".
Dulce María já foi indicada e vencedora de diversos prêmios internacionais como MTV Europe Music Awards, Prêmio TVyNovelas, Prêmio People en Español, Premios Juventud e nas edições americana, mexicana e brasileira dos Nickelodeon Kids' Choice Awards. Foi eleita entre Os 50 Mais Belos da revista People en Español nos anos de 2007, 2010, 2011, 2016 e 2017. Dulce é uma das latinas mais populares nas redes sociais, em 2015 o site The Huffington Post do Reino Unido a colocou em 16ª entre as 100 Mulheres Mais Influentes no Twitter e foi a terceira celebridade mais comentada no Twitter. Em 2017 foi a terceira celebridade mais mencionada no México através do Twitter, sendo a única mulher entre os dez primeiros lugares.

## Biografia
Nascida na Cidade do México, capital do México, em 6 de dezembro de 1985, Dulce María Espinosa Saviñón é filha mais nova de Blanca Espinosa Saviñón e Fernando Espinosa. Dulce, que tem duas irmãs (Blanca Ireri Espinosa Saviñón, filha mais velha, e Claudia Espinosa Saviñón), é prima de terceiro grau da pintora e artista plástica mexicana Frida Kahlo. Estudou música por um semestre na Academia de Música Fermatta na Cidade do México.

## Carreira

### 1990–2003: Início de carreira eClase 406
Aos 5 anos de idade, realizou seu primeiro comercial, sendo um comercial de chocolate na televisão, e depois de que suas irmãs, que já realizavam este tipo de campanhas, recomendaram a sua mãe levar fotos de Dulce María. Era o início de uma carreira infantil com mais de cem campanhas publicitárias realizadas pela pequena. Depois de um ano de centenas campanhas, realiza um casting onde é selecionada para atuar em uma novela chamada El Vuelo del Águila (1994), para depois ser elegida para fazer por dois anos o programa infantil Plaza Sésamo (1993-1995), projeto que lhe deu pela primeira vez a oportunidade de cantar profissionalmente, entrar em um estúdio de gravação e se apaixonar pela música desde muita pouca idade. Seguiu fazendo novelas e comerciais, mas se preparando com aulas de canto, bale, jazz, oficinas de atuação, hawaiano e projeção cênica, para mais tarde entrar ao grupo Kids aonde ganhou prêmios e pisou pela primeira vez em um palco. Embora Dulce María continuava seus estudos, tudo isso levou a convencer que sua verdadeira vocação era a arte.
Em 1995, fez uma pequena participação na novela Alondra e logo em seguida participou da primeira fase da novela Retrato de Familia como Elvira. Ainda integrou o elenco das novela Infierno en el Paraíso (1997), Huracán (1998), Nunca Te Olvidaré (1999) e DKDA: Sueños de Juventud (1999). Dado o desempenho de Dulce María no grupo Kids e seus resultados, foi chamada para fazer um teste para integrar o grupo Jeans, aonde ficou e se uniram rapidamente com todas as integrantes e juntas viajaram a Europa para gravar o álbum Cuarto Para las Cuatro e Dulce María escutou pela primeira vez sua voz nas rádios, essa experiência aos 15 anos de idade.
Em paralelo com o grupo, a atriz fez parte da novela juvenil Primer Amor (2000), junto com Anahí e Ana Layevska. Dulce María se sentia "ter algo pendente" dentro da atuação e decide sair do grupo Jeans para aproveitar a primeira proposta para realizar um papel protagonista em telenovelas com Clase 406 (2002-2003), para depois, com o grupo musical deste projeto, ser homenageado por suas altas vendas. Foi neste momento em que Dulce María começou a compor e se visualizou gravando um disco em solitário.

### 2004–2008:Rebeldee RBD

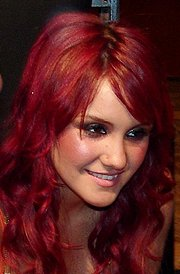
Dulce durante uma coletiva de imprensa em São Paulo, no Brasil, com o RBD. (3 de fevereiro de 2006)

Ao ver seu trabalho em Clase 406, Pedro Damián a convida para realizar provas e oficinas por cerca de dois meses para Rebelde (2004-2006) e decide que Dulce María interpretará Roberta Pardo, uma das protagonistas. Produto desse projeto, Dulce María forma parte do projeto musical RBD, o qual se converteu em um fenômeno artístico e social a nível mundial, lotando em seus shows estádios como o Santiago Bernabeu em Madrid e o Maracanã no Rio de Janeiro e se apresentando em outros países que não falam espanhol.
A RBD foi composta por Dulce María, Anahí, Maite Perroni, Alfonso Herrera, Christian Chávez e Christopher Uckermann. Junto ao RBD, Dulce grava vários discos, entre eles Rebelde, em 2004, Tour Generación RBD En Vivo, Nuestro Amor, em 2005 e Celestial, em 2006. Ainda em 2006, lançam outra produção ao vivo: Live in Hollywood e, no mesmo ano, a primeira produção em inglês: Rebels. Já em 2007, lançam Live in Rio e Hecho en España, outras produções ao vivo; e Empezar Desde Cero. O grupo torna-se um fenômeno mundial e alcança vários prêmios, entre eles Premios Juventud, Billboard Latin Music Awards, Premio Lo Nuestro, Prêmios Oye, Orgullosamente Latino e outros mais, além de duas indicações ao Grammy Latino. Com a RBD, Dulce consegue diversos discos de platina e de ouro e realiza turnês em vários lugares do mundo, sendo um dos acontecimentos mais importantes da música mexicana das últimas décadas. Dulce María conhece mais de 23 países, canta em mais de 116 cidades, vende mais de 15 milhões de discos, 4 milhões de DVDs, além dos 17 milhões de downloads na internet, sem contar sua versão da famosa boneca Barbie.
Em 2007, o sexteto apresenta a série RBD, La Família, que trata de mostrar como o grupo é na vida real, com situações parecidas com a vida que levam, para que os fãs tenham uma ideia de como é o RBD atrás dos bastidores, não se trata de um reality show, tudo o que ocorre na série é ficção. Dulce foi responsável pelo tema oficial da série: "Quiero Poder", presente na trilha sonora da série. Junto ao RBD, faz uma participação especial na novela Lola... Érase Una Vez! (2007).
Ainda em 2008, faz sua estreia solo em um dueto realizado com o cantor Tiziano Ferro e Anahí na canção "El Regalo Más Grande", alcançando o segundo lugar na parada italiana. A canção faz parte do álbum Alla Mia Età (2008) de Ferro.
Em 15 de agosto de 2008, após quatro anos de êxito, o grupo RBD anuncia sua separação e realiza uma turnê mundial de despedida chamada Tour del Adiós, que passa por toda América Latina e Europa. No ano seguinte lançam, então, o último álbum de estúdio Para Olvidarte De Mí e o DVD Tournée do Adeus, gravado em São Paulo durante a turnê de despedida.

### 2009–2012:Extranjera

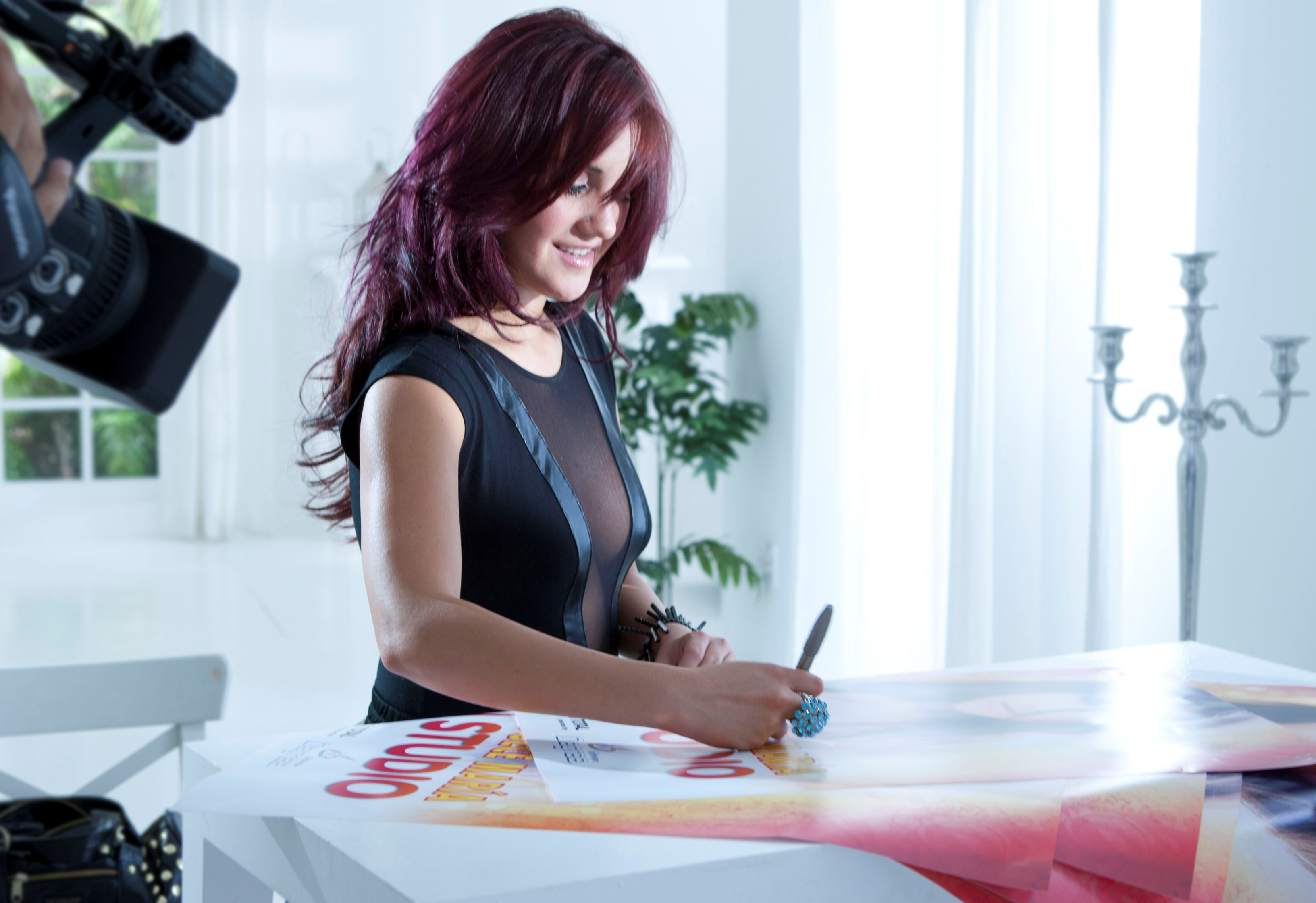
Dulce em uma sessão de autógrafos em 2010.

Em 2009 foi convidada novamente por Pedro Damián para protagonizar a novela Verano de Amor, interpretando Miranda. Dulce também gravou o tema oficial de abertura da primeira temporada da novela, "Verano", e logo após o tema da segunda temporada, "Déjame Ser", ambos escritos por ela. Ainda em 2009, Dulce fez também um dueto com o cantor Akon, com a canção "Beautiful", que foi regravada com Dulce María para a versão latina.
Em 2010 começou a filmar o filme chileno ¿Alguien ha visto a Lupita? de Gonzalo Justiniano, interpretando a protagonista Lupita. O filme estreou em 2012 sendo elogiado pela crítica e exibido em diversos festivais internacionais, recebendo prêmios no Festival de Cinema de Lima e Festival Internacional de Cinema de Montreal. Na televisão participou da terceira temporada do seriado mexicano Mujeres Asesinas, interpretando Eliana, sucesso principalmente no México e Estados Unidos. O episódio ganhou grande repercussão de imprensa, crítica e público porque exibiu um beijo lésbico entre Dulce e a atriz Fernanda Castillo. As duas foram muito elogiadas por suas atuações e por aceitarem este desafio. No entanto, ao ser exibido pela Televisa, o capítulo sofreu forte censura e apenas foi disponibilizado sem cortes na internet e em DVD. Em 2017 a Televisa reprisou a série e o capítulo foi exibido sem cortes.

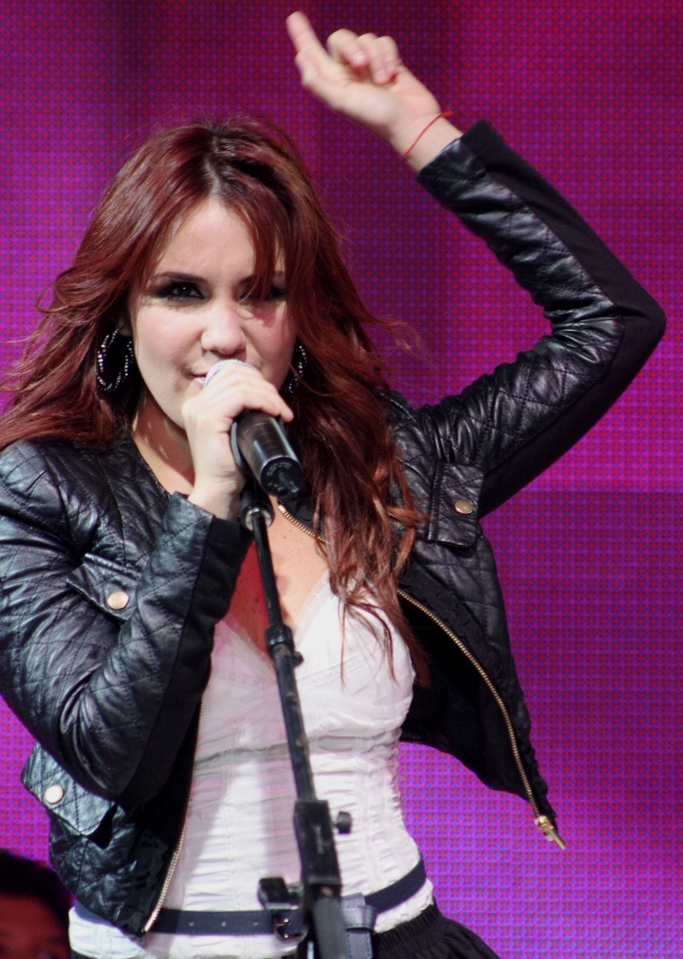
Dulce se apresentando no Teleton México em 2011.

No final de 2010, Dulce lançou seu primeiro EP, Extranjera: Primeira Parte que contém 7 faixas: "Inevitable", "Luna", "No Se Parece", "Vacaciones", "Ingenua", "El Hechizo" e "Extranjera". Deu início também em seu projeto Dulce Amanecer, que trata de uma fundação criada por ela para várias causas, desde crianças carentes, mulheres indígenas, causas ambientalistas e etc. utilizando objetos próprios dela, fazendo rifas para arrecadar fundos visando uma base para a fundação. O projeto tem recebido apoio de fãs e pessoas de diversos países e tem conseguido resultados satisfatórios.
Em 2011, Dulce lançou a segunda parte do disco Extranjera, que conseguiu disco de platina no Brasil. No mesmo ano deu início a sua primeira turnê, intitulada Extranjera On Tour, que passou pelos Estados Unidos, México, Colômbia, Chile, Argentina, Venezuela e encerrando no Brasil. Em outubro, Dulce retornou ao Brasil para participar da premiação Meus Prêmios Nick, onde esteve nomeada na categoria "Artista Internacional", na qual saiu ganhadora. Além do prêmio, Dulce recebeu o certificado de disco de platina pelo seu primeiro disco Extranjera sendo a primeira cantora mexicana a receber esse certificado no Brasil.
Em 2012 lançou um extended play (EP) com cinco canções, entre elas um remix de "Inevitable", com a participação de Juan Magán e uma regravação de "Se Como Duele", original da cantora Karina. Dulce foi convidada pela Rede Record para fazer uma participação especial de 6 capítulos na versão brasileira de Rebelde, onde interpretou ela mesma.
Ela também ficou a cargo do tema principal da telenovela juvenil Último Año da MTV, "Es Un Drama". Ainda em 2012, Dulce María voltou ao Brasil e se despediu oficialmente do seu primeiro trabalho solo, fechando com chave de ouro uma turnê exclusiva em Brasília, Rio de Janeiro e São Paulo.

### 2013–2016:Sin Fronteras
Em 2013, anunciou que iria lançar um novo álbum de estúdio cujo nome, Sin Fronteras, foi escolhido a partir de indicações de seus fãs através das redes sociais. O primeiro single foi lançado no dia 5 de setembro de 2013, intitulado "Lágrimas" e é um dueto com o cantor Julión Álvarez. Apesar de não ter sido muito bem aceito pelo público, o novo ritmo apostado pela cantora reinou em metade das faixas do seu álbum.
Ainda em 2013 viajou para a República Dominicana para gravar o filme Quiero Ser Fiel e foi convidada pela produtora Rosy Ocampo para uma participação especial na reta final da novela Mentir Para Vivir, como a personagem Joaquina Barragán.
Em 2014, mais precisamente em 7 de janeiro, Dulce lança o segundo single do álbum, dessa vez, o single é "Antes Que Ver El Sol" cover do cantor Coti. O lançamento do vídeo musical foi em 10 de fevereiro e dessa vez teve uma versão exclusiva para os brasileiros com a participação da cantora Manu Gavassi. Em 8 de abril, foi lançado o álbum Sin Fronteras, segundo álbum de estúdio de Dulce Maria. Logo após o lançamento do álbum, a cantora lançou o terceiro single do álbum: "O Lo Haces Tú O Lo Hago Yo". Em 26 de julho, Dulce deu início a sua segunda turnê, Sin Fronteras On Tour para a divulgação do seu segundo trabalho discográfico. A turnê passou pela Espanha, México, Brasil, Argentina e Chile. A turnê teve fim no 26 de dezembro de 2015, em Chilpancingo, México.
Em junho, Dulce foi anunciada como protagonista do musical La Era del Rock, peça baseada no musical da Broadway Rock of Ages. A peça iniciou-se em outubro e Dulce permaneceu até 25 de janeiro de 2015, onde se apresentou na cidade de Puebla.
Em setembro deu início o reality musical Va Por Ti exibido nos Estados Unidos pela Univisión que buscava uma nova grande estrela da música latina, onde Dulce era a capitã de uma das equipes.
Em dezembro de 2015, começou a filmar a novela mexicana Corazón Que Miente como a antagonista Renata. Em 8 de fevereiro de 2016 a novela começou a ser exibida no México pelo Canal de las Estrellas. Dulce ainda interpretou o tema de encerramento, "Dejarte de Amar", que mais tarde foi incluído no seu terceiro disco. A novela chegou ao fim em 14 de maio e Dulce começou a trabalhar na gravação do seu terceiro disco como solista.
Em 29 de abril de 2016, lançou "No Sé Llorar" como primeiro single do seu próximo disco, recebendo críticas positivas sobre a maturidade presente no tema em conjunto com a evolução vocal e musical da intérprete em relação aos seus trabalhos anteriores. No México, a música alcançou a décima posição entre as canções pop mais tocadas no Monitor Latino. Em agosto, se apresentou na sétima edição dos Kids Choice Awards México com a canção "No Sé Llorar" e levou para casa o prêmio de Artista Nacional Favorito. Em 23 de setembro, lançou o segundo single "Volvamos", uma parceria com o cantor Joey Montana. A canção foi um sucesso logo no seu lançamento, atingiu o primeiro lugar no iTunes de 13 países se tornando a canção de uma artista mexicana a atingir a maior quantidade de primeiros lugares. "Volvamos" atingiu o 5º lugar nas músicas pop mais tocadas no México e o 7º lugar nas com mais audiência. A canção atingiu também o 9º lugar nas músicas pop mais tocadas no Equador e o 4º lugar nas músicas pop mais tocadas no Panamá.
Em novembro teve a estreia do programa El Mejor Amigo del Hombre ao qual Dulce foi a narradora, exibido na América Latina e no mercado hispânico dos Estados Unidos através dos canais Discovery Channel e Animal Planet, a série investigava como o homem e os cachorros conseguiram construir um relacionamento amigável que remonta muitos anos. Em dezembro começou as gravações do filme Más allá de la Herencia en Cancún, onde interpreta uma das protagonistas.

### 2017–2019:DM
No dia 3 de março de 2017, uma semana antes do lançamento do seu terceiro álbum, lançou a terceira música de trabalho, "Rompecorazones", alcançando o topo do iTunes de quatro países. Em 10 de março foi lançado seu terceiro disco como solista, chamado DM, contendo quatro composições suas e sendo elogiado pelo público e pela crítica pelo seu amadurecimento como artista. Ainda em março deu início no México a sua terceira turnê, a DM World Tour, pela primeira vez cantando no Teatro Metropolitan como solista, durante o show foi filmado o vídeo musical da canção "Rompecorazones". A turnê visitou diversas cidades do México, Brasil, Espanha e Colômbia.
Após mais de 20 anos de contrato, em julho de 2017, a atriz e cantora sai da emissora Televisa e assina contrato com a emissora Imagen Televisión para protagonizar uma produção original do canal.
Em 17 de julho, a Imagen Televisión anunciou o projeto ao qual Dulce foi contratada, se trata da novela Muy Padres onde ela interpreta a protagonista, Pamela. Dulce foi a encarregada de cantar a música de abertura da novela, chamada "Borrón y Cuenta Nueva", além de ter sido uma das compositoras do tema. A canção foi lançada oficialmente nas plataformas digitais em 20 de outubro.
Em novembro de 2017, Dulce foi reconhecida por seus 27 anos de carreira artística com o Premio Arlequín, um prêmio dado as personalidades mexicanas para promover, reconhecer e estimular as figuras de arte, cultura e mídia. Em dezembro, voltou a se reencontrar com seu antigo grupo musical, Jeans, fazendo uma participação especial na turnê 90's Pop Tour, onde cantou uma canção diante 25 mil pessoas na Arena Ciudad de México e para mais de 7 mil pessoas no Auditorio Telmex em Guadalajara. No mesmo mês foi informado pelo Twitter que ela foi a terceira celebridade mais mencionada no México através da rede social, sendo a única mulher entre os dez primeiros lugares.
Em 20 de abril de 2018, foi lançado o CD + DVD 90's Pop Tour, Vol. 2 gravado na Arena Ciudad de México, contendo a participação de Dulce com as Jeans cantando "Entre Azul y Buenas Noches", o disco atingiu os primeiros lugares no México e bateu recordes. Em 20 de agosto, Dulce postou em suas redes sociais um vídeo relembrando momentos marcantes desde o início de sua carreira e anunciando "Lo Que Ves No Es Lo Que Soy" como o primeiro single do seu próximo álbum intitulado "Origen". Em 4 de setembro, ela gravou o videoclipe da canção, porém sem previsão de lançamento.
Em 3 de julho de 2019, Dulce recebeu o prêmio Micrófono de Oro da Associação Nacional de Locutores do México, sendo um reconhecimento por sua trajetória artística. Em 19 de agosto, Dulce foi confirmada como protagonista do filme mexicano de comédia Como Anillo al Dedo.

### 2020–2022:Origen
Antes do lançamento das inéditas, Dulce decidiu relançar com novos arranjos as músicas "Más Tuya Que Mía" em 03 de abril de 2020 e "Te Daria Todo" em 17 de abril de 2020. Em 22 de maio, Dulce lança o primeiro single inédito de seu quarto álbum, chamado "Tu y Yo". A música é um descarte do primeiro álbum solo Extranjera.
Em 06 de novembro de 2020, Dulce María lança uma nova inédita intitulada "Lo Que Ves No Es Lo Que Soy", que já possuía o clipe gravado e sendo disponibilizado apenas em 10 de novembro de 2020.
Dando continuidade aos lançamentos de músicas inéditas, em 26 de fevereiro de 2021 Dulce lança a música "Nunca" e em 09 de julho é lançada a nova inédita intitulada "Amigos Con Derechos".
Dulce lança seu quarto álbum de estúdio Origen em 22 de outubro de 2021 que se tornou o álbum de uma mexicana a alcançar mais #1 no iTunes, sendo um total de 10. Conciliando o lançamento do álbum, Dulce entrou de forma anônima no elenco da terceira temporada do reality ¿Quién Es La Máscara?, "Leona" que foi a personagem da Dulce no reality, se apresentou pela primeira vez no terceiro episódio tendo a sua identidade por trás da máscara revelada no sétimo episódio.

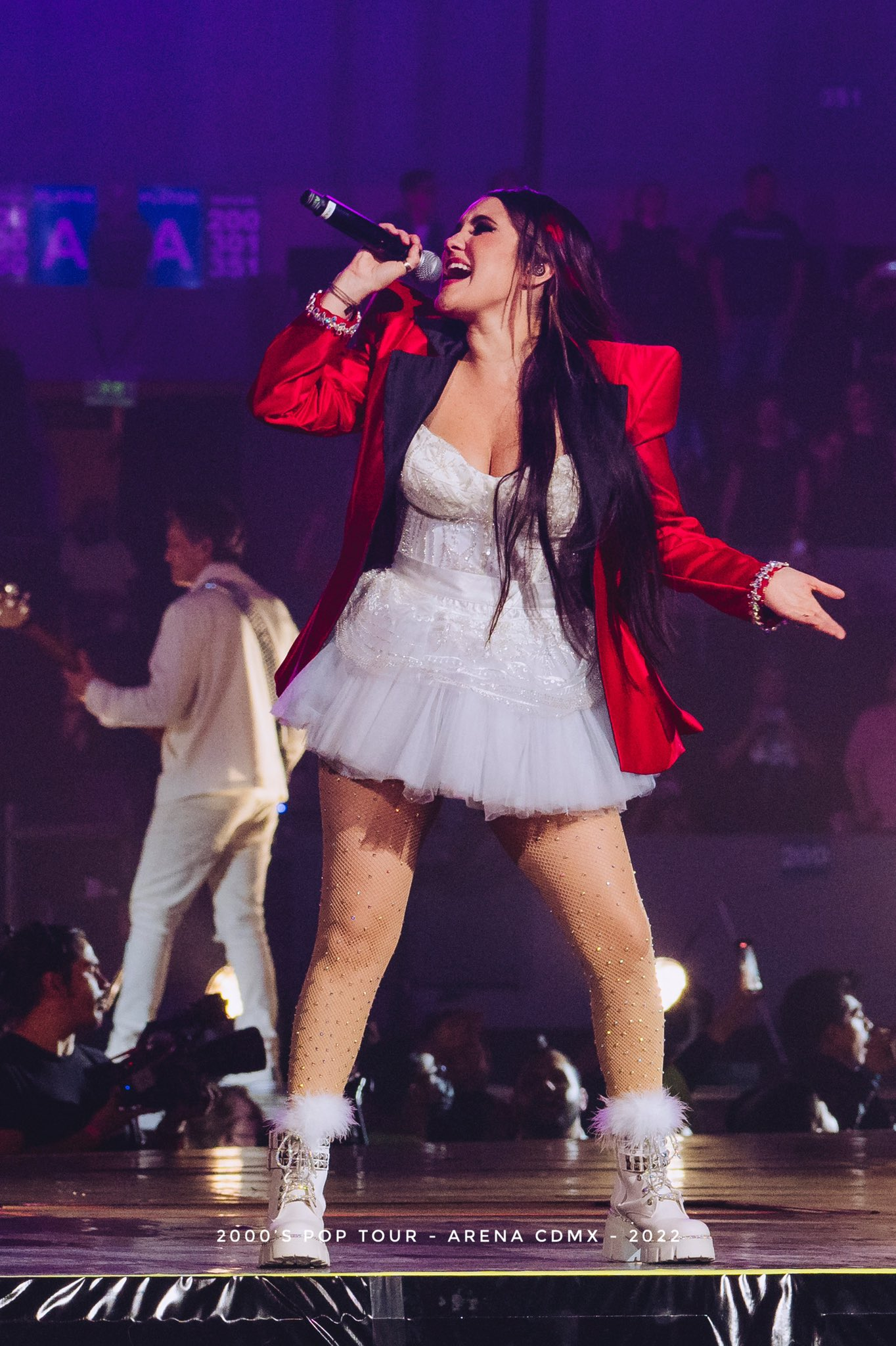
Dulce María durante um show da turnê 2000's Pop Tour em 2022.

Dulce María se junta a Kevin O Chris para relançar a música "Tipo Gin" com sua versão em espanhol e português se tornando "Ela Tá Movimentando" em 3 de setembro de 2021. Em 10 de setembro, Dulce se junta a cantora Flay e o cantor Ferrugem para lançar a parceria da inédita "Céu Azul". Dulce lançou uma nova versão da música "Te daria Todo", sendo agora com a participação da cantora brasileira Priscilla Alcantara. A música chegou as plataformas digitais em 9 de dezembro de 2021. Seguindo a onda de relançamentos, em 17 de dezembro, Dulce lança a nova versão de "Amigos Con Derechos" com a participação da cantora brasileira Marília Mendonça que faleceu em um trágico acidente em 05 de Novembro de 2021, porém já havia deixado sua voz gravada em espanhol e português, preferindo a versão em espanhol, tendo sua decisão respeitada. Para dar continuidade as parcerias brasileiras, dessa vez a convite do Spotify Brasil, em 16 de fevereiro de 2022 Dulce María, Rebecca, Mc Danny e Farina lançam exclusivamente no Spotify o remix da música "Barbie".
Em maio de 2022 Dulce María é anunciada como uma das artistas que faz parte da turnê 2000's Pop Tour, que tem como intuito reunir artistas que tiveram relevâncias no cenário musical mexicano. O primeiro show ocorreu em 10 de junho de 2022 para mais de 25 mil pessoas na "Arena Ciudad De Mexico" e foi registrado para se tornar um DVD/álbum ao vivo.
Em 2 de junho de 2022, Dulce relança a canção "Déjame Ser" como single promocional da versão deluxe do álbum Origen, que foi lançado em 9 de dezembro de 2022.

### 2023–presente: Reunião de RBD
Em 19 de janeiro de 2023, Dulce – junto com Anahí, Maite Perroni, Christian Chávez e Christopher von Uckermann – postaram em suas redes sociais um comunicado informando que realizariam uma turnê de reencontro do grupo RBD, intitulada Soy Rebelde Tour, começando em 25 de agosto de 2023 nos Estados Unidos e finalizando em 21 de dezembro do mesmo ano no México.
Em março de 2023, Dulce marca seu regresso a Televisa e estreia como protagonista da novela Pienso en ti.

## Campanhas publicitárias
Dulce começou a sua carreira fazendo diversos comerciais e se tornou um dos rostos mais conhecidos da publicidade mexicana, fazendo mais de 100 comerciais apenas na infância. Entre eles estão os anúncios para Always, Danoninho, Leche Nido (Leite Ninho), Vick Vaporub, Kótex, Quik, Elma Chips, Polaroid, Coca-Cola, Insodine, Volkswagen, Mattel, Pizza Hut, entre outros. 
Na sua adolescência, fez propagandas contra o uso de drogas, contra uso de álcool ao dirigir e contra maus tratos infantis. 
Também foi o principal rosto da Garnier por anos com seu icônico cabelo "ruivo vulcânico" e foi também a principal estrela dos catálogos de roupas Cklass.
Já adulta, Dulce fez parceria com diversas marcas como Hugo Boss, Pandora, Kibon, Smirnoff, Valentino, Levi's, Elma Chips, Gap, Mercedes-Benz, Tommy Hilfiger, HStern, entre outras.

## Outras atividades

### Compositora

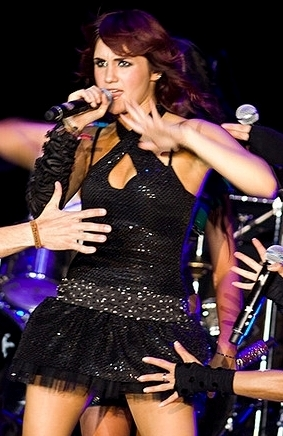
Dulce durante a música "Fui La Niña" na Empezar Desde Cero World Tour em 2008.

Dulce começou a escrever com apenas 11 anos de idade, compôs sua primeira canção aos 13 anos, mas só teve a oportunidade de gravar as canções profissionalmente quando estava no grupo RBD. A primeira das músicas foi "Quiero Poder", interpretada por ela que parte da trilha sonora de RBD, la familia, série protagonizada pelo RBD. "Te Daría Todo" foi também gravada junto a banda, para a versão Deluxe do álbum Empezar Desde Cero.
Em seu último álbum com a banda, Para Olvidarte De Mí, saíram mais duas de suas composições: "Lágrimas Perdidas" e "Más Tuya Que Mía". Sendo a primeira um solo e a segunda cantada juntamente com suas companheiras de grupo, Anahí e Maite Perroni. Também compôs as músicas "Quiero Mi Vida" e "Déjame Ser" para a trilha sonora da novela Verano de Amor, na qual também atuou como protagonista. Outra de suas composições foi a música "Donde Sale El Sol", que escreveu com Carlos Lara e faria parte de seu primeiro CD, porém após ser descartada, Dulce presenteou a jovem cantora mexicana Paulina Goto, que gravou a canção.
Em seu primeiro EP, Extranjera: Primera parte, compôs "Luna", "Inevitable", "Dicen", "Quien Serás?" e "24/7". Para o disco Sin Fronteras, Dulce María compôs "Yo Sí Queria", "Si Tú Supieras", "Cementerio de Los Corazones Rotos", "Shots de Amor" e "O lo haces tú o lo hago yo". Em 2015 a cantora Ana Cristina lançou a canção "Esta Vez", outra composição descartada do álbum Extranjera.
Para o álbum DM, lançado em 2017, compôs os temas "Cicatrices", "Al otro lado de la lluvia", "Rompecorazones e "Dejarte de amar". Durante uma entrevista revelou que "Cicatrices" foi a primeira canção que ela compôs para o disco e "Dejarte de amar" foi composta especialmente para a novela Corazón que miente. Ainda em 2017, lançou a canção "Borrón y cuenta nueva", tema da novela Muy padres na qual ela é a protagonista.
Em 2018 anunciou seu novo disco, Origen, onde todos os temas seriam de sua autoria. Por diversos motivos o projeto foi adiado, sendo lançado apenas em outubro de 2021. Em 2020 lançou junto ao álbum 2020 Abril a música Me Fui, que anos depois iria ser inclusa na versão deluxe do álbum Origen. Já em 2021 sua composição Ni Cenizas, Ni Dolor foi tema do filme ¡Ánimo Juventud!.
Em 9 de dezembro de 2022 a versão deluxe do álbum Origen foi lançada nas plataformas digitais, contendo músicas que compôs durante toda sua trajetória artística.

### Escritora

#### 2008:Dulce Amargo
Em 2008, Dulce publicou um livro de poemas escritos pela própria, o qual deu o nome de Dulce Amargo e conta com ilustrações de sua autoria. Dulce conta em suas entrevistas que sempre escreve todos os dias, e que durante suas turnês com o grupo RBD, quando podia, escrevia seus sentimentos e guardava-os, até que um dia lhe bateu a vontade de compartilhar algumas coisas que escreveu com seus fãs. Um pouco mais de 7 mil pessoas foram ao lançamento da obra, no México, e mais tarde este chegou a outros países - sendo divulgado mundialmente por diversas editoras em mais de um idioma. No México foi lançado pela "Editora CARAS" enquanto no Brasil foi lançado pela On Line Editora.

#### 2014:Dulce Amargo - Recuerdos de Una Adolescente
Em 2014 Dulce anunciou que estava em negociações com diversas editoras para relançar o livro com mais poemas, feitos por elas dos 11 a 21 anos, e com mudanças também nos desenhos.
Em 6 de dezembro de 2014, sete anos após da primeira edição de seu livro Dulce Amargo lançou a reedição do livro na reconhecida Feria Internacional Del Libro de Guadalajara (FIL), pela Editora Urano. A nova versão apresenta mais poemas e recebeu o subtítulo Recuerdos de una adolescente. Em 14 de fevereiro de 2015 foi lançado em formato digital em todo o mundo, com tradução em português para o Brasil. A versão impressa do livro foi lançada no México, Estados Unidos e Argentina pela Editora Urano e no Brasil pela Universo dos livros, se tornando um sucesso de vendas. No México ficou por diversas semanas entre os 10 mais vendidos, chegando a alcançar a primeira posição e no Brasil ficou entre os mais vendidos segundo a Revista Veja e PublishNews. Com três meses do seu lançamento no Brasil, o livro já havia vendido mais de 3 mil cópias.

### Filantropia
2009–2012

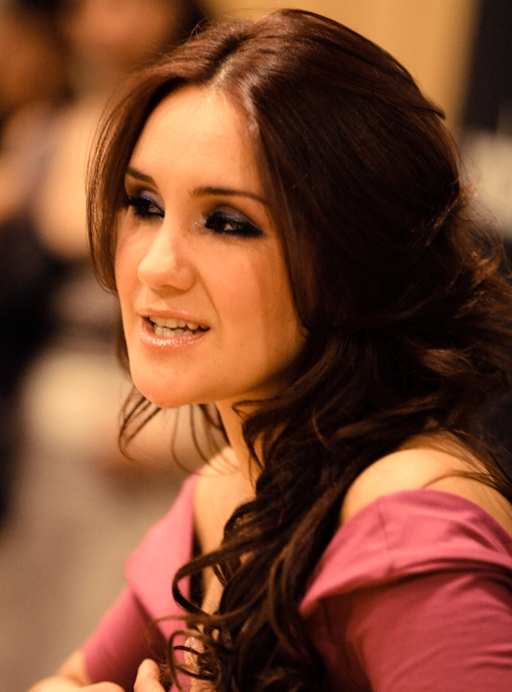
Dulce María no Expo Joven 2010, em Chihuahua no México.

Ao longo de sua carreira, Dulce María participa de diversas campanhas humanitárias. Em setembro de 2009 foi escolhida pelo Google, Save the Children e Chicos.net como a representante da campanha Tecnología Sí que se encarrega de promover o bom uso da internet entre os jovens.
Na sua adolescência, fez propagandas contra o uso de drogas e contra maus tratos infantis.
Ainda em 2009, em outubro Dulce criou sua própria fundação chamada Fundación Dulce Amanecer com o objetivo de contribuir para causas sociais, que vão desde apoiar as comunidades de apoio das mulheres indígenas até cuidar do meio ambiente, a cantora mantém a fundação com o apoio de seus seguidores ao redor do mundo e doações e sorteios de seus itens pessoais. Por conta de sua fundação, em 2011 a Nickelodeon América Latina anunciou que Dulce María receberia o premio Pro Social dos Kids Choice Awards México 2011. Dulce recebeu o blimp verde, prêmio especial que distingue aqueles que recebem este reconhecimento. O Pro Award social é apresentado em outros países como os Estados Unidos e o Brasil no âmbito da estratégia Big Green Help, estabelecido pela Nickelodeon. Este reconhecimento é concedido a pessoas que se destacaram por suas ações e impacto no ambiente ou na sociedade, como Michelle Obama em 2010.
Em fevereiro de 2010, Dulce María junto com Alfonso Herrera foram apresentados aos meios de comunicações no Auditorio Nacional da Cidade do México como representantes da Expo Joven 2010, evento ao qual tinha como objetivo se manifestar contra a violência e a insegurança que assola o México, principalmente em Chihuahua. No dia 20 de fevereiro, Dulce foi até a cidade de Chihuahua como parte da Expo Joven, onde realizou uma palestra com o tema "amizade".
Vale ressaltar que Dulce María acarreta vários feitos na área humanitária sendo embaixadora de várias causas em prol do meio ambiente, animais, mulheres e crianças indígenas, tendo desde 2012 uma fundação onde ajuda vítimas de tragédias e pessoas carentes.Em agosto de 2012, Dulce María ajudou na construção e abertura de um parque infantil localizado em Lynwood, na Califórnia, a convite das empresas KaBOOM! e Kool-Aid que patrocinaram este espaço projetado para promover a atividade física entre os menores e reduzir os níveis de obesidade neste setor da população. Dulce realizou atividades que variaram desde pintar o local, misturar cimento, cortar a fita da inauguração e além de tirar fotos com as famílias hispânicas e voluntários que participaram do evento. No mês de outubro, Dulce foi a representante da campanha Mujeres a Tiempo organizada pela Televisa Monterrey, campanha a qual luta contra o câncer de mama. Tão comprometida com esta causa, Dulce compôs e gravou um tema, Reloj de arena, para ser o hino da campanha, além de ter gravado um vídeo para o tema em vários locais de Monterrey acompanhada por mulheres que fazem parte de associações mexicanas como Cruz Rosa, Unidas contigo e Supera. Dulce foi fotografada pelo diretor e produtor Pedro Torres para a revista mexicana Quién, como parte da campanha Tócate - Por un México sin cáncer de mama, campanha onde 28 mulheres que participam em conjunto para dar voz e criar a consciência de saúde e detecção precoce do câncer de mama, além de ter como objetivo fornecer fundos para a Fundación del Cáncer de Mama (FUCAM). Com as imagens das 28 mulheres que participaram foi feito uma galeria que permaneceu em exposição durante outubro na avenida Paseo de la Reforma na Cidade do México.  Em dezembro durante o período de festa de final de ano, Dulce visitou junto com sua irmã Blanca um hospital que cuida de crianças com Câncer no México. Durante sua visita Dulce entregou brinquedos e conversou com as crianças.
2013–2016
Em setembro de 2013, Dulce junto com artistas como Lucero e Reik gravaram ¡Súmate Ya! o tema oficial da campanha para recolher apoio para aqueles afetados pelo Furacão Ingrid e Tempestade Manuel.
Em novembro, Dulce se tornou a imagem da campanha mundial Someone like Me, organizada pela MTV junto com a empresa SICO, uma campanha global para informar e criar conversa entre os jovens sobre sexo, saúde sexual e, finalmente, alcançar uma geração livre de HIV. Dulce participou de um evento no México, com a participação de DJ internacional Benjamin Diamond, para falar sobre o tema.
Em dezembro, Dulce se une a campanha de Televisa Foundation, "Live the Dream" (Vive el Sueño), uma iniciativa destinada aos estudantes de inglês (English Language Learners, ELL) em escolas públicas nos Estados Unidos. No dia 9 de dezembro, ela visitou a escola "Burbank Middle School" localizada na cidade de Houston, Texas. Através desta campanha, contou suas experiências de superação para inspirar os alunos a definir seus objetivos e como trabalhar para superá-los.
Em março de 2015, Dulce se juntou ao People for the Ethical Treatment of Animals (PETA), para condenar o abuso de elefantes em circos nos Estados Unidos. Em uma entrevista com a agência AP, a cantora disse que seu interesse em proteger elefantes veio durante uma viagem à Tailândia em 2014. No vídeo que ela filmou para a campanha, pede às pessoas para não irem aos circos que usam animais e explica em detalhes todos os maus tratos a que são submetidos os elefantes para que possam realizar a sua função. Dulce também aplaude o fato de que o México já proibiu o uso de animais selvagens em circos.
Em junho durante sua passagem no Chile para sua tour, Dulce visitou a Corporación de Ayuda al Niño Quemado (COANIQUEM) se mostrando cativada pela causa, compartilhando ativamente com as crianças atendidas na fundação.
Em novembro no Dia Internacional pela Eliminação da Violência contra a Mulher, Dulce aderiu à campanha #NiUnaMás que procura sensibilizar todos os mexicanos sobre o problema da violência de gênero. Através de sua conta no Twitter, publicou uma imagem sua com a mensagem: "#DiNoALaViolencia #LaViolenciaDestruye". Como ela, outras personalidades aderiram a esta campanha que foi lançada pela Fundación Origen através do seu site onde homens e mulheres são convidados a tirar uma foto e, em seguida, compartilhar em suas redes e criar um maior impacto.

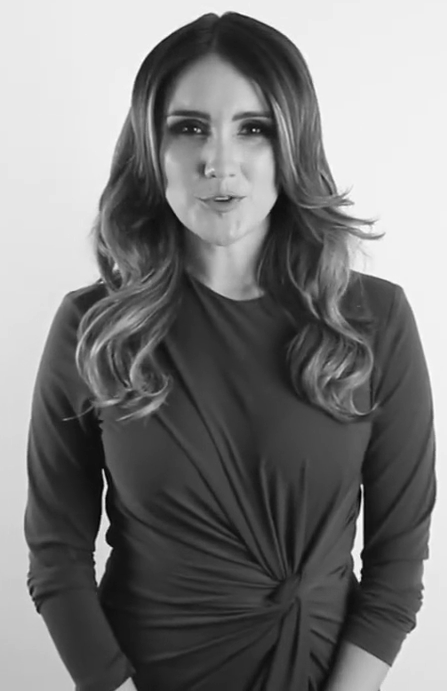
Dulce durante a campanha "Vive con Glamour", em outubro de 2016.

Em janeiro de 2016, Dulce María se une a campanha #LeerMx - Lo Que Importa Esta En Tu Cabeza, organizada pelo Conselho de Comunicação do México, o conceito da campanha quer dizer aos jovens além de sua aparência, o que realmente importa é o que está em sua cabeça e, neste sentido, a leitura é a ferramenta que lhes dá mais, ou seja, através dela eles podem expressar-se, criar, participar e construir a sua própria personalidade.
Em outubro, Dulce uma vez mais se junta a uma campanha contra o Câncer de Mama. Agora como embaixadora da quarta edição da campanha Vive con Glamour realizada pela revista Glamour. Iniciativa realizada todos os anos durante o Outubro Rosa que tem como objetivo que as mulheres realizem o auto-exame.
2017–2021
Em 23 de fevereiro de 2017, Dulce María se tornou embaixadora, junto com Juan Pablo Manzanero e o cantor Kalimba, na campanha da organização de ajuda cristã World Vision, que ajuda a mudar a realidade das crianças latino-americanas submetidas a abuso e violência em todas as suas formas. Durante a coletiva, Dulce enfatizou que é hora de juntar esforços para dar uma mensagem a todo o México e no resto da América Latina, bem como outras partes do mundo para reforçar o que a organização faz para as crianças. Dulce junto com cantores como Cristian Castro e Kalimba lançaram a canção Da Amor como canção oficial da World Vision.
Em julho de 2018, Dulce se torna embaixadora junto com outras artistas, jornalistas e personalidades mexicanas na campanha "Vámonos Respetando", contra o abuso às mulheres. A campanha é uma iniciativa social proposta pelo Grupo IMU em conjunto com o México Unido Contra a Delinquência, a Fundação Origen e a Comissão Nacional para Prevenir e Erradicar a Violência contra as Mulheres (Conavim), para exigir respeito em todos os níveis e esferas sociais. No mesmo mês, Dulce se juntou à campanha "Closets con Causa", ao qual a cantora colocou à venda itens de seu closet para levantar fundos para a fundação Un Kilo de Ayuda que é reconhecida pelo trabalho em favor ao desenvolvimento infantil em comunidades com atraso social.
No final de julho, Dulce se juntou mais uma vez com a PETA, dessa vez em uma campanha contra os maus-tratos de orcas confinadas no SeaWorld. Dulce aparece em um anúncio e vídeo na qual ela aparece presa em uma banheira para comparar essa situação com as condições em que os animais do parque temático vivem. O anúncio fez parte de uma campanha maior da Peta Latino, pela qual fizeram protestos nos Estados Unidos e nas redes sociais para criar conscientização a respeito desse tema.
Em janeiro de 2019 uma versão da clássica canção "Los Caminos De La Vida" foi cantada por Dulce como tema da campanha "La Vida Por Delante", com o objetivo de oferecer apoio, informação e serviços às mulheres com gravidez inesperada. No mesmo mês Dulce se junta ao instituto de pesquisa mexicano 'Early Institute' e as organizações 'Promotora Social México' e 'Fundación Grupo México' para convocar pessoas para gravar um vídeo de sessenta segundos que promove a conscientização sobre o abuso sexual infantil, ao qual escolherão a ideia vencedora para ser produzida profissionalmente e transmitida em mais de 260 salas de cinemas Cinemex no México. A música, sendo um dueto com o cantor Alexander Acha, foi lançada oficialmente em março, com parte dos lucros sendo doados para a campanha, e um videoclipe promocional foi lançado em novembro.
Em 2020, Dulce participou de diversas campanhas por conta do COVID-19. No dia 22 de abril foi lançado o álbum "2020 Abril" por diversos cantores e compositores, entre eles Dulce cantando a canção "Me Fui", composta por ela. O álbum teve o objetivo de arrecadar fundos para a Funação "Ayuda en Acción", para apoiar as comunidades mais afetadas pela pandemia. No dia 1º de maio foi lançada "Seguimos de Pie", canção de Alexander Acha junto com diversos artistas, incluindo a Dulce, para ajudar famílias carentes que estão passando por dificuldades devido a pandemia. Os lucros da canção foram destinados a fundação "Un Kilo de Ayuda" que foi responsável pela entrega a diversas cidades do México. No dia 25 se juntou a campanha social da marca "Miniso" em busca de apoiar grupos vunleráveis, destinando cerca de 100 mil produtos a pessoal médico, idosos, mulheres, crianças, mensageiros e funcionários de limpeza, que não podem ficar em casa durante a pandemia. Junto com vários artistas mexicanos, Dulce também gravou uma versão da canção "Color Esperanza", cantada originalmente por Diego Torres, com o objetivo de obter fundos para ajudar a Fundação Comer y Crecer. A música e o vídeo estrearam dia 30 durante o programa especial "Se Agradece" exibido pela Televisa. Em setembro participou de uma campanha contra a tauromaquia e o abuso dos animais.
Em 2021 Também foi confirmado que Dulce doará uma parte dos rendimentos do álbum Origen para comunidades indígenas.

## Vida pessoal
Entre 1997 e 2002, namorou Daniel Habif, colega do grupo KIDS. Em meados de 1999 os dois saíram do grupo e formaram uma dupla chamada D&D, onde chegaram a gravar cinco músicas e fizeram divulgação em alguns programas de televisão. 
Em 2002, durante as gravações de Clase 406, Dulce María conheceu Alfonso Herrera, iniciando-se um namoro que durou até maio de 2005. Os dois continuaram amigos e trabalharam juntos novamente em Rebelde, consequentemente sendo companheiros de banda no RBD. Em 2005, assumiu o namoro com o goleiro da seleção mexicana Guillermo Ochoa, o relacionamento durou poucos meses. Em 2008 conheceu o ator Pablo Lyle, com quem contracenava na novela Verano de Amor e mantiveram um romance até 2009. Dulce e Pablo continuaram amigos e anos depois voltaram a contracenar juntos na novela Corazón que Miente. Mais tarde, teve uma relação com o empresário mexicano Luis Rodrigo Reyes, que durou de 2011 a 2015.
Em dezembro de 2016, começou a namorar o diretor mexicano Francisco "Paco" Álvarez, quem conheceu durante as gravações do videoclipe de "No Sé Llorar," e em janeiro de 2019 anunciaram que iriam oficializar a união ainda naquele ano. O casamento ocorreu no dia 09 de novembro de 2019 em Tequesquitengo, no estado de Morelos, México. Em 08 de junho de 2020, Dulce e Paco anunciaram que estavam esperando o primeiro filho do casal. Em 27 de novembro de 2020 nasceu a primeira filha do casal, María Paula.

## Discografia
- Extranjera: Segunda Parte (2011)
- Sin Fronteras (2014)
- DM (2017)
- Origen (2021)

## Filmografia

### Televisão
| Ano     | Título                           | Personagem                              | Nota(s)                                          |
| ------- | -------------------------------- | --------------------------------------- | ------------------------------------------------ |
| 1993    | Súper Ondas Club Amigos de Fanta | Menina                                  |                                                  |
| 1993    | El club de Gaby                  | Repórter                                |                                                  |
| 1993    | Plaza Sésamo                     | Menina                                  |                                                  |
| 1993    | École                            | Repórter                                |                                                  |
| 1994    | El Vuelo del Águila              | Delfina Ortega de Díaz                  | 2 capítulos                                      |
| 1995    | Alondra                          | Menina na igreja                        | 3 capítulos                                      |
| 1995    | Retrato de Familia               | Elvira Preciado                         | 2 capítulos                                      |
| 1997    | Mujer, Casos de la Vida Real     | -                                       | Episódio: "Ver Para Creer"                       |
| 1997    | No tengo madre                   | Tina Tomassi                            |                                                  |
| 1997    | Huracán                          | Rocío Medina                            | 3 capítulos                                      |
| 1999    | Nunca Te Olvidaré                | Silvia Requena Ortiz                    | 6 capítulos                                      |
| 1999    | Infierno en el Paraíso           | Dariana Valdivia                        | 2 capítulos                                      |
| 1999    | Mujer, Casos de la Vida Real     | Diana                                   | Episódio: "Niño Problema"                        |
| 1999    | DKDA: Sueños de Juventud         | Mary Cejitas                            |                                                  |
| 2000    | Mi destino eres tú               | Nuria del Encino de Rivadeneira         | 1 capítulo                                       |
| 2000    | Primer Amor                      | Brittany                                | Capítulos 91-98                                  |
| 2002    | El Juego de la Vida              | Marcela Mejia                           | Capítulo 165                                     |
| 2002-03 | Clase 406                        | Marcela Mejia                           | Papel principal                                  |
| 2004-06 | Rebelde                          | Roberta Alexandra Maria Pardo Rey       | Prêmios TVyNovelas "Mejor Actuación Juvenil"     |
| 2007    | RBD: La Familia                  | Dul                                     | 13 episódios                                     |
| 2007    | Lola... Érase Una Vez!           | Ela mesma                               |                                                  |
| 2009    | Verano de Amor                   | Miranda Perea Olmos                     | Premios People en Español "Mejor Actriz Juvenil" |
| 2010    | Mujeres Asesinas                 | Eliana Rodríguez                        | Episódio: "Eliana, Cuñada"                       |
| 2012    | Rebelde                          | Ela mesma                               | Episódios: "7–13 de agosto"                      |
| 2012    | Miss XV                          | Ela mesma                               | Episódio: "17 de setembro"                       |
| 2013    | Mentir para Vivir                | Joaquina "Jackie" Barragan              | Capítulos 85-102                                 |
| 2014    | Va por Ti                        | Capitã / Mentora                        | Temporada 1                                      |
| 2016    | Corazón que Miente               | Renata Ferrer Jáuregui/Mirella Barlanga | Antagonista                                      |
| 2016    | El Mejor Amigo del Hombre        | Ela mesma                               | Narradora                                        |
| 2017-18 | Muy Padres                       | Pamela Díaz                             | Papel principal                                  |
| 2020    | Falsa Identidad                  | Victoria Lamas                          | Temporada 2; Episódios 4–56                      |
| 2021    | ¿Quién Es La Máscara?            | Ela mesma / Leona                       |                                                  |
| 2022    | Divina Comida                    | Ela mesma                               | Episódios 13-16                                  |
| 2023    | Pienso en ti                     | Emilia Rivero Avedaño                   | Papel Principal                                  |
| 2023    | Por Siempre RBD                  | Ela mesma                               |                                                  |

### Cinema
| Ano  | Título                      | Personagem                          | Nota(s)        |
| ---- | --------------------------- | ----------------------------------- | -------------- |
| 1994 | Quimera                     | Lucía                               | Curta-metragem |
| 1998 | Desilusiones                | Nina                                | Curta-metragem |
| 1999 | Inesperado Amor             | Lorena                              |                |
| 2000 | Bienvenida al Clan          | Aleshaí                             |                |
| 2003 | Juguito de Ciruela          | Julieta Luna                        | Curta-metragem |
| 2009 | El Agente 00-P2             | Molly Cocatú                        | Dublagem       |
| 2011 | ¿Alguien ha visto a Lupita? | María Guadalupe "Lupita" Concepción |                |
| 2014 | Quiero ser Fiel             | Karla Martín                        |                |
| 2020 | Más Allá de La Herencia     | Gabriela                            |                |
| 2022 | Valentino                   | Carmen                              |                |

## Teatro
| Ano  | Título                         | Personagem         |
| ---- | ------------------------------ | ------------------ |
| 2003 | Don Juan Tenorio               | Doña Inés de Ulloa |
| 2014 | Rock of Ages - La Era Del Rock | Sherrie            |

## Turnês musicais
| Oficiais - Extranjera On Tour (2011–12) - Sin Fronteras On Tour (2014–15) - DM World Tour (2017) | Colaborativas - 90’s Pop Tour (2017) - 2000’s Pop Tour (2022) |